# Ett litet snedsprång
Ett litet snedsprång är en tysk komedifilm från 1931 i regi av Reinhold Schünzel. Schünzel skrev även manus tillsammans med Emeric Pressburger. Den svenska premiären skedde i maj 1932 på Röda Kvarn, Stockholm.

## Handling
Walter Heller är advokat och nygift. Hans nya fru Erika missförstår ett möte med Walters tidigare flickvän Lona vilket blir upptakten till en förväxlingskarusell.

## Rollista
- Renate Müller - Erika Heller
- Hermann Thimig - Walter Heller
- Hans Brausewetter - Dr. Max Eppmann
- Otto Wallburg - August Wernecke
- Hilde Hildebrand - Lona Wernecke